# Ministerstvo zahraničních věcí Čínské lidové republiky
Ministerstvo zahraničních věcí Čínské lidové republiky (čínsky v českém přepisu čung-chua žen-min kung-che-kuo waj-ťiao-pu, pchin-jinem zhōnghuá rénmín gònghéguó wàijiāobù, znaky zjednodušené 中华人民共和国外交部) je ústřední výkonný orgán, ministerstvo, Státní rady Čínské lidové republiky odpovědné za zahraniční vztahy Číny.
Ministerstvo bylo zřízeno roku 1949, po vzniku Čínské lidové republiky. Zodpovídá za formulaci zahraniční politiky, radí a dodává podklady centrálním orgánům pro jejich určování zahraniční politiky, podílí se na rozhodování a řešení otázek mezinárodních vztahů, vyjednává mezinárodní dohody a smlouvy, vysílá zástupce Číny k zahraničním vládám a do mezinárodních organizací.
Organizačně sestává ze tří desítek odborů a sekcí teritoriálních (odpovědných za vztahy s určitou částí světa) i odborných a administrativních.
V čele ministerstva stojí ministr zahraničních věcí. Post od roku 2013 zastává Wang I.